# Poecilia maylandi
Poecilia maylandi là một loài cá nước ngọt thuộc chi Poecilia trong họ Cá khổng tước. Loài này được mô tả lần đầu tiên vào năm 1983.

## Phân bố và môi trường sống
P. maylandi là loài đặc hữu của Mexico, và được tìm thấy ở lưu vực sông Balsas (thuộc Guerrero). Loài này sinh sống chủ yếu ở các nhánh sông chính.

## Mô tả
Mẫu vật lớn nhất của P. marcellinoi có chiều dài cơ thể được ghi nhận là 11 cm (thuộc về một cá thể mái); cá đực có chiều dài tối đa được ghi nhận là 9,5 cm.
Chúng có thể sinh từ 20 đến 60 con cá bột sau thời gian mang thai khoảng từ 28 đến 42 ngày.